# Гленвју (Кентаки)
Гленвју (енгл. Glenview) град је у америчкој савезној држави Кентаки.

## Демографија
По попису из 2010. године број становника је 531, што је 27 (-4,8%) становника мање него 2000. године.
| Група             | 2000.       | 2010.       |
| Белци             | 535 (95,9%) | 486 (91,5%) |
| Афроамериканци    | 0 (0,0%)    | 0 (0,0%)    |
| Азијати           | 15 (2,7%)   | 29 (5,5%)   |
| Хиспаноамериканци | 6 (1,1%)    | 10 (1,9%)   |
| Укупно            | 558         | 531         |